# Fall (film)
Fall è un film del 2022 diretto da Scott Mann.

## Trama
Becky, Dan e Hunter stanno scalando una montagna quando un fatto inaspettato fa scivolare Dan, che cade e muore. Becky, moglie di Dan, cade in depressione e affoga il suo dolore nell'alcool. Dopo un anno riceve la visita di Hunter su pressione del padre di Becky. Becky viene convinta a una nuova impresa per esorcizzare la morte di Dan: le due amiche decidono di scalare l’abbandonata torre di comunicazioni radio B67 (simile all’antenna KVLY-TV), per poi spargere ceneri del defunto dalla cima. Nonostante qualche difficoltà arrivano in cima, ma durante la prima parte della discesa la scala si rompe e precipita, lasciando le ragazze sulla cima dell'antenna a 1700 piedi (518 m) d'altezza. Inoltre lo zaino con l'acqua è caduto bloccandosi su delle parabole circa 15 metri sotto. Cercando aiuto con il cellulare, le ragazze scoprono di non avere nemmeno linea.
Sulla cima dell'antenna trovano una scatola per le emergenze con un binocolo e una pistola con razzo di  segnalazione. Avvistato un camper, usano il razzo per farsi notare e aiutare; al contrario, ciò porterà al furto dell'auto delle due amiche lasciata incustodita. Intanto, Hunter rivela a Becky che il marito Dan l'ha tradita con lei.
Hunter, facendosi forza, scende con la corda usata per salire, per recuperare la zaino con l'acqua e il drone caduto in precedenza e bloccato su una parabola.
Dopo aver trascorso due notti, Becky si arrampica sull'antenna finale per svitare la lampada di segnalazione per gli aeroplani; così facendo, attaccano una presa e caricano la batteria del drone che Hunter si era portata per effettuare le riprese. Pilotano così il drone con una richiesta d'aiuto verso una tavola calda. Accidentalmente, però, a pochi passi dalla tavola calda il drone viene centrato da un camion.
In un momento di lucidità Becky si rende conto di essere sola, in quanto Hunter è morta dopo aver agganciato lo zaino recuperato in precedenza. Superando le proprie paure, Becky scende sulla parabola dove si trova il cadavere di Hunter, inserisce il suo cellulare all'interno dell'amica con un messaggio di aiuto in invio in chat, e lo butta giù dalla torre TV sperando che il corpo attutisca la caduta e permetta al cellulare di agganciare la linea e inoltrare il messaggio.
Fortunatamente, il messaggio di aiuto giunge a destinazione e Becky viene salvata riabbracciandosi con il padre.

## Produzione
Il film è stato girato realmente al di sopra di una piattaforma sopraelevata: le attrici hanno inoltre rifiutato di utilizzare delle stunt. L'idea è derivata da una precedente esperienza del regista, che durante le riprese del presente film Final Score aveva diretto alcune scene girando da una piattaforma sopraelevata. Il budget investito per la produzione dell'opera ammonta a circa 3 milioni di dollari.

## Distribuzione
La pellicola è stata distribuita nelle sale cinematografiche negli Stati Uniti il 12 agosto 2022 dalla Lionsgate Films. La visione dell'opera è stata vietata ai minori di 13 anni.

## Accoglienza

### Pubblico
Il film ha incassato 21,8 milioni di dollari al botteghino.

### Critica
Il film ha ricevuto recensioni generalmente positive dalla critica, che ha elogiato la regia di Mann, l'atmosfera, la fotografia, la suspense e le interpretazioni di Currey e Gardner, ma ne ha criticato la sceneggiatura, gli effetti speciali e il ritmo. Sull'aggregatore Rotten Tomatoes il film riceve il 79% delle recensioni professionali positive con un voto medio di 6,4 su 10 basato su 151 critiche, mentre su Metacritic ottiene un punteggio di 62 su 100 basato su 23 critiche.

## Eredità
In seguito al successo ottenuto dal film nel mercato on demand, è stata commissionata la realizzazione di due sequel di Fall.